# Усільйос
Усільйос (ісп. Husillos) — муніципалітет в Іспанії, у складі автономної спільноти Кастилія-і-Леон, у провінції Паленсія. Населення — 235 осіб (2010).
Муніципалітет розташований на відстані близько 200 км на північ від Мадрида, 7 км на північ від Паленсії.

## Демографія
Динаміка населення (INE ):